# Pierwsze Folio

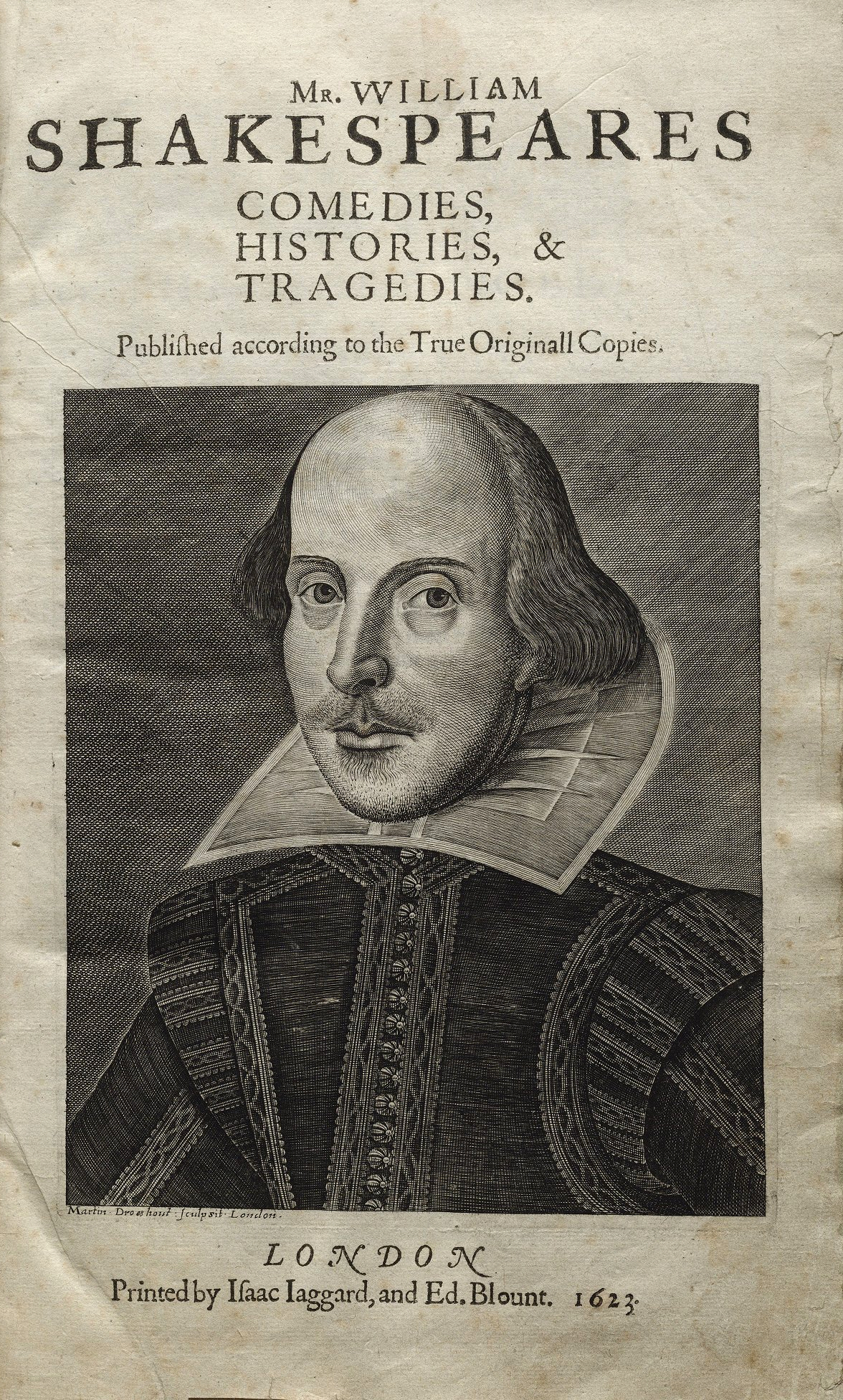
Strona tytułowa Pierwszego Folio

Pierwsze Folio (ang. First Folio) – współczesna nazwa nadana pierwszemu opublikowanemu zbiorowi dzieł Williama Shakespeare’a; jego pełny tytuł brzmi:  Mr. William Shakespeares Comedies, Histories, & Tragedies (Komedie, kroniki i tragedie pana Williama Szekspira). Wydano go w formacie folio, zawierał 36 dzieł. Został przygotowany w 1623 roku przez przyjaciół pisarza, kilka lat po jego śmierci. 
Pierwsze Folio jest jedynym zachowanym tekstem około 20 dzieł, a także ważnym źródłem dla tych opublikowanych wcześniej. Zawiera teksty prawie wszystkich (oprócz Peryklesa, księcia Tyru i Dwóch szlachetnych krewnych) sztuk, za których autora uważa się Szekspira, pozbawione jest jednak jego poematów. 
Uważa się, że wydrukowano około 1000 egzemplarzy oryginału, którego cena wynosiła jednego funta (w obecnych czasach równowartość ok. 170 USD). Do dzisiaj przetrwało 228 z nich. Jest jedną z najbardziej wartościowych książek: na aukcji sprzedano jeden z egzemplarzy za 5,6 mln funtów.

## Zawartość
Komedie 
- 1  Burza
- 2  Dwaj panowie z Werony
- 3  Wesołe kumoszki z Windsoru
- 4  Miarka za miarkę
- 5  Komedia omyłek
- 6  Wiele hałasu o nic
- 7  Stracone zachody miłości
- 8  Sen nocy letniej
- 9  Kupiec wenecki
- 10 Jak wam się podoba
- 11 Poskromienie złośnicy
- 12 Wszystko dobre, co się dobrze kończy
- 13 Wieczór Trzech Króli
- 14 Zimowa opowieść

Kroniki
- 15 Król Jan
- 16 Ryszard II
- 17 Henryk IV, część 1
- 18 Henryk IV, część 2
- 19 Henryk V
- 20 Henryk VI, część 1
- 21 Henryk VI, część 2
- 22 Henryk VI, część 3
- 23 Ryszard III
- 24 Henryk VIII

Tragedie
- 25 Troilus i Kresyda
- 26 Koriolan
- 27 Tytus Andronikus
- 28 Romeo i Julia
- 29 Tymon Ateńczyk
- 30 Juliusz Cezar
- 31 Makbet
- 32 Hamlet
- 33 Król Lear
- 34 Otello
- 35 Antoniusz i Kleopatra
- 36 Cymbelin